# Emilio Commisso
Emilio Nicolás Commisso (Córdoba, 5 de noviembre de 1956) es un exfutbolista y entrenador argentino que se desempeñó como mediocampista. Actualmente trabaja para River Plate como captador de jugadores.

## Trayectoria
Commisso se inició en Racing de Córdoba y fue transferido a River Plate en 1976. Durante sus siete años jugando en el club ganó cinco títulos de Primera División y jugó 218 partidos y anotando 27 goles.
En 1984 se incorporó a Argentinos Juniors. Jugó para el club durante su época dorada, ganando el Metropolitano 1984 y el Nacional 1985, así como la Copa Libertadores 1985 y la Copa Interamericana 1986 a nivel internacional. Disputó también la Copa Intercontinental 1985 contra la Juventus de Italia, que su equipo perdió en la tanda de penales.

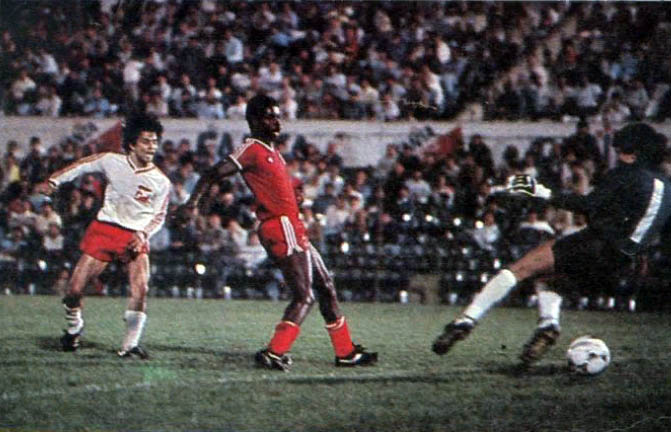
Anotando el 1-0 en el tercer partido de la final contra América de Cali.

Tuvo una aparición para destacar en la final de la Copa Libertadores mencionada, ya que anotó los dos goles de su equipo en la serie. El primero, en el partido de ida disputado en el estadio Monumental de River, ganado 1-0, y el restante en la definición llevada a cabo en el Defensores del Chaco con resultado 1-1 y favorable para el bicho en los penales, debido a que Argentinos perdió el segundo partido de la final contra el América en el Pascual Guerrero de Cali.
Commisso dejó Argentinos en 1988 para unirse a Talleres de Córdoba, donde permaneció una temporada antes de unirse al Xerez de España. Más tarde regresó a Argentina para jugar en Estudiantes de La Plata, y su último club fue Quilmes entre 1991 y 1992.

### Retiro
Luego de su retiro como jugador, integró el cuerpo técnico de Juan José López en varios clubes. Fue también director deportivo y técnico interino de Racing Club en 2003, y dirigió a Talleres durante el gerenciamiento de Carlos Granero.
Desde diciembre de 2015 hasta el 10 de diciembre de 2019 se desempeñó como director de deportes en la municipalidad de su natal ciudad de Córdoba.

## Clubes
| Club               | País      | Año       |
| ------------------ | --------- | --------- |
| River Plate        | Argentina | 1976-1983 |
| Argentinos Juniors | Argentina | 1984-1987 |
| Talleres (C)       | Argentina | 1988-1989 |
| Xerez              | España    | 1989-1990 |
| Estudiantes (LP)   | Argentina | 1990      |
| Quilmes            | Argentina | 1991-1992 |

## Palmarés

### Campeonatos nacionales
| Título           | Club               | País      | Año    |
| ---------------- | ------------------ | --------- | ------ |
| Primera División | River Plate        | Argentina | M-1977 |
| Primera División | River Plate        | Argentina | M-1979 |
| Primera División | River Plate        | Argentina | N-1979 |
| Primera División | River Plate        | Argentina | M-1980 |
| Primera División | River Plate        | Argentina | N-1981 |
| Primera División | Argentinos Juniors | Argentina | M-1984 |
| Primera División | Argentinos Juniors | Argentina | N-1985 |

### Copas internacionales
| Título              | Equipo             | Sede          | Año  |
| ------------------- | ------------------ | ------------- | ---- |
| Copa Libertadores   | Argentinos Juniors | Asunción      | 1985 |
| Copa Interamericana | Argentinos Juniors | Puerto España | 1986 |